# Землетрясение в Стамбуле (2025)
23 апреля 2025 года в 12:49:10 TRT (UTC+3:00) в Мраморном море произошло землетрясение магнитудой Mww 6,2. Эпицентр находился в 21 км к юго-востоку от района Мармара-Эреглиси, провинция Текирдаг, Турция, вблизи Стамбула.

## Тектоническая обстановка
Северо-Анатолийский разлом представляет собой правосторонний сбросо-сдвиговый разлом протяжённостью около 1200 км. Он тянется от Саросского залива до Карлиовского тройного разлома. Формирование разлома началось примерно 13—11 миллионов лет назад на востоке Анатолии и со временем распространилось на запад. Разлом в районе Мраморного моря окончательно сформировался около 200 000 лет назад, несмотря на то, что движение сдвигового характера в этой широкой зоне началось ещё в позднем миоцене.
Последние мощные землетрясения в пределах разлома произошли 10 сентября 1509 года в Стамбуле, известное как Константинопольское землетрясение, нанёсшее сильный ущерб городу. Магнитуда землетрясения составила около 7,2 балла. Землетрясение в Эрзинджане 1939 года стало одним из самых разрушительных в истории Турции. Оно произошло 27 декабря в 1:57 по местному времени, с магнитудой 7,8 и продолжительностью толчков около 52 секунд. В 1999 году произошли землетрясения в Измите и Дюздже, произошедшие соответственно 17 августа и 12 ноября. В ноябре 2022 года землетрясение магнитудой Mw 6,1 произошло к западу от Дюздже.
Многие сейсмологи сходятся во мнении, что существует очень высокая вероятность землетрясения магнитудой Mw 7.0 или выше вблизи Стамбула до 2030 года. Предполагается, что оно произойдёт в результате разрыва Северо-Анатолийского разлома под Мраморным морем.

## Землетрясение
По данным Геологической службы США, магнитуда землетрясения составила Mww 6,2. Его эпицентр находился в Мраморном море, в 21 км к юго-востоку от Мармара-Эреглиси в провинции Текирдаг или в 73 км к юго-западу от Стамбула. Колебания продолжались 13 секунд. Максимальная оценка интенсивности по модифицированной шкале Меркалли достигла VII (очень сильное). По данным службы PAGER Геологической службы США, около 188 000 человек подверглись воздействию сотрясений такой интенсивности, преимущественно в городе Чорлу; сотрясения интенсивности VI (сильные) ощутили около 2,28 миллиона человек, в основном в западных районах провинции Стамбул, таких как Бейликдюзю и Эсенюрт. Сотрясения интенсивности IV (умеренные) также были зарегистрированы в центральных частях городов Стамбул и Бурса, а также в Эвросе (Греция) и в городах Бургас и Ямбол (Болгария). Кроме того, сообщения о толчках поступили из таких удалённых районов, как Газиантеп, Бухарест (Румыния) и София (Болгария). К концу дня было зафиксировано 129 афтершоков, включая два землетрясения магнитудой Mw 5.0, произошедшие в 13:02 и 15:12. Событие также вызвало небольшое цунами, максимальная высота которого составила 6 см в Эрдеке, 4 см в Эсенкое и 3 см в Силиври.

## Последствия
По меньшей мере 359 человек получили травмы в результате массовой паники, в том числе 236 человек в Стамбуле, 40 — в Сакарье, 28 — в Текирдаге, 23 — в Коджаэли, 21 — в Ялове, 11 — в Бурсе. В районе Фатих обрушилось заброшенное трёхэтажное здание. Кроме того, были зафиксированы повреждения нескольких зданий и перебои с интернетом в отдельных районах Стамбула. В Силиври пострадало четырёхэтажное здание.
В Мраморноморском регионе было развёрнуто по меньшей мере 3597 спасателей, в том числе 1443 в Стамбуле, а также 250 единиц техники и 18 поисково-спасательных собак. Министр образования Юсуф Текин объявил о закрытии школ в Стамбуле с 24 по 25 апреля.